# بخش دیهوک
بخش دیهوک یکی از بخش‌های شهرستان طبس در استان خراسان جنوبی ایران است.

## تقسیمات کشوری
- بخش دیهوک
  - دهستان دیهوک
  - دهستان کویر

شهر : دیهوک

## جمعیت
بنابر سرشماری مرکز آمار ایران، جمعیت این بخش در سال ۱۳۹۵ برابر با ۹،۸۳۴ نفر بوده‌است.

## ناهمواری‌ها
بیشتر ارتفاعات دیهوک، در شمال غرب و جنوب شهر دیهوک واقع شده‌اند، ولی بلندترین قله استان خراسان جنوبی، که یک کوه منفرد به نام کوه نای‌بند (با ارتفاع حدود ۲۹۶۰ متر) است، در فاصله ۱۳۰ کیلومتری جنوب شهر دیهوک، در مجاورت روستای نای‌بند و در نزدیکی کویر لوت قرار گرفته‌است.